# Динаміка споруд
Дина́міка спору́д або тео́рія колива́нь спору́д (англ. Structural dynamics) — розділ будівельної механіки, у якому розглядаються методи розрахунку споруд та їхніх елементів, що зазнають коливань при зовнішніх динамічних діяннях. У динаміці споруд також розробляються ефективні методи боротьби з шкідливими вібраціями будівельних конструкцій. Динаміка споруд тісно пов'язана зі статикою споруд і загальною теорією коливань.
Коливання споруди — стан споруди, за якого її точки (або їх проєкції на відповідну вісь) здійснюють під впилвом змінних по часу сил зворотно-прямолінійний рух, який характеризується малими (у порівнянні із розмірами споруди) знакозмінними переміщеннями точок від стійкого положення рівноваги.

## Динамічні впливи
До динамічних належать впливи, які характеризуються досить швидкою зміною у часі їх величини, напряму або місця прикладання (відразу усіх параметрів чи окремих з них), в результаті чого в елементах конструкцій можуть виникати значні сили інерції, які необхідно враховувати у динамічному розрахунку. Приклади динамічних впливів на будівельні конструкції: ударні та вібраційні навантаження, викликані роботою машин і механізмів, що розміщуються на фундаментах і перекриттях будівель; ударні навантаження від рейкового транспорту, що виникають при проходженні колесами вагонів стиків і нерівностей колії (трамвай, метро, залізниця); вибухові, сейсмічні, вітрові та хвильові впливи на споруди тощо. Коливальний характер мають не лише переміщення точок споруди, а й внутрішні зусилля, що виникають при цьому і механічні напруження в її елементах.
Основний зміст динамічного розрахунку споруди полягає у визначенні параметрів її напружено-деформованого стану (очікуваних амплітуд переміщень, внутрішніх зусиль та напружень) при коливаннях під дією динамічного навантаження та порівняння їх з допустимими значеннями. Допустимі значення амплітуд внутрішніх зусиль обумовлені вимогами міцності та довговічності будівельних конструкцій, а значення амплітуд швидкостей і прискорень коливань будівель і споруд, в яких знаходяться люди або встановлене чутливе до вібрацій технологічне обладнання, — вимогами виключення шкідливого впливу коливань будівлі на здоров'я людей (встановлюються санітарними нормами) і на нормальну роботу віброчутливого обладнання (згідно з його паспортними даними).

## Методи розрахунку
У динаміці споруд розрізняють експериментальні й теоретичні методи розрахунку.
Експериментальними методами, використовуючи досліди на натурних об'єктах й на моделях, досліджують динамічні навантаження природного і техногенного походження (сейсмічні та вітрові коливання, ударну дію рухомих тіл, вибухи, вібрацію тощо), визначають динамічні характеристики матеріалів і конструкцій (динамічний модуль пружності, границю витривалості, границі міцності й мінливості при значних швидкостях деформування, внутрішнього тертя тощо), перевіряють адекватність розрахункових схем споруд. Моделювання вітрових навантажень здійснюється методами обчислювальної гідродинаміки.
Теоретичними методами, враховуючи експериментальні дослідження, визначають амплітуди вимушених коливань (переміщень, внутрішніх зусиль і напружень), що виникають у споруді від динамічного навантаження, а також частоту і форму власних (вільних) коливань споруди. Розрахункові значення коливань порівнюють із допустимими, зумовленими вимогами міцності й стійкості споруд, а також необхідністю запобігти шкідливому впливові коливань (від вібрації) на здоров'я людини й певні виробничі процеси. Розроблений на основі методів динаміки споруд динамічний розрахунок дає змогу забезпечувати з мінімальною витратою матеріалів надійність і довговічність споруд.
Методи динамічного розрахунку споруди залежать від виду динамічного навантаження і розрахункової схеми споруди. Динамічні навантаження поділяються на детерміновані (змінюються в часі за певним законом) і випадкові (змінюються в часі незакономірно та характеризуються статистичними величинами). Залежно від виду розрахункової схеми споруди (балка, ферма, рама, арка, плита, оболонка) застосовують відповідний метод для визначення амплітуди коливань як функції координат точок споруди.
У динамічних розрахунках споруди класифікуються за кількістю ступенів вільності, тобто за кількістю незалежних числових параметрів, що однозначно визначають положення усіх точок системи у просторі в будь-який фіксований момент часу. Якщо число ступенів вільності споруди є скінченним, то для його динамічного розрахунку зазвичай використовують метод розкладання рішення за власними функціями (формами коливань). Визначення спектра власних частот і відповідних їм форм власних коливань є важливим етапом динамічного розрахунку споруди, що дозволяє ще на ранній стадії проектування передбачити якісну картину вимушених коливань, максимально скоротити розрахунок і проаналізувати необхідність виконання можливого коректування проектних рішень.